# Ипек, Семих
Семих Ипек (род. 7 мая 1990 года) — турецкий педагог, историк, поэт и озан (традиционный тюркский бард). Известен своей деятельностью в области литературы, музыки и сохранения культурного наследия, особенно тюркских устных традиций и таких инструментов, как домбра.

## Ранние годы и образование
Семих Ипек родился в Эрзуруме, Турция, в семье Фахри и Нервин Ипек. С раннего возраста он был знаком с искусством через местных озанов и фольклорные традиции. Вдохновлённый древними тюркскими и Туркестанскими акынами (народными поэтами), он начал свой собственный творческий путь.

## Карьера
Ипек сочиняет музыку, пишет стихи и выступает, используя традиционные инструменты, включая домбру, шинкильдек-домбра, саз, шанкобыз (варган) и различные ударные инструменты. Он выступал на концертах и принимал участие в культурных симпозиумах в разных странах. В настоящее время он преподаёт в Азербайджане и активно продвигает тюркские музыкальные и литературные традиции.

## Труды

### Книги
- Kiska (Bir Köy İncelemesi), Lambert Academic Publishing, 2018.
- Çoruh Ağzındaki Eski Kıpçakça Sözcükler (совместно с Сюэдой Ипек), Lambert Academic Publishing, 2018.
- Erzurum'da Kafkas Muhacirleri, Ritim Sanat Yayınları, 2021.[2]

### Избранные статьи
- «Hem İsmen Hem Cismen Tanburun Kökeni», Türk Yurdu, июль 2015.
- «Abay Kunanbayulı», Erciyes Dergisi, сентябрь 2015.
- «Pamir'den Erzurum'a», Beyazşehir Palandöken, 2016.
- «Kadim Türk Sazı; Dombıra»
- «Gümüşhane’deki Bazı Köy Adlarıyla İlgili Görüşler», Erciyes Dergisi, 2015.
- «Bir Kazak Küyü: Aksak Kulan», Anasay Dergisi, август 2017.
- «Türk Boy ve Oymaklarının adını taşıyan Kağızman Köyleri», Serhat Kültür Dergisi, 2015.
- «Kopuzdan Azerbaycan Sazına», Симпозиум Azerbaijanology: Past, Present and Future, 2015.
- «"Derviş Paris’i Partladır" с точки зрения пародии»
- «Национальная стойкость: Эбулфез Эльчибей»
- «Bakü Atatürk Lisesi», Türk Dünyası Tarih Dergisi, 2023.

### Рассказы
- «Шеки пахлава», Ulduz Dergisi, март 2016.
- «Папаг» (kulis.lent.az)

## Личная жизнь
Семих Ипек женат на Саулет Алпысбаевой Ипек.